# DEN 0817-6155
DEN 0817-6155（全称为DENIS J081730.0-615520，又称作2MASS 08173001-6155158）是一颗T型棕矮星，位于5秒差距（16光年）之外的船底座中。它由艾迪安·阿蒂戈和他的同事们于2010年4月发现。这颗恒星属于T6型光谱，也就是它的光球层温度大约为950 K。它的质量大约是木星质量的15倍和太阳质量的1.5%。
DENIS J081730.0-615520是继UGPS J0722-05之后距离太阳第二近的T型棕矮星，也是印第安座ε和SCR 1845-6357B之后（如果不计入含有多颗恒星的恒星系统）离太阳第五近的独立的T型棕矮星。它也是天空中J波段最亮的T型棕矮星，之前未被发现的原因是靠近银河平面，被其他恒星的光辉所淹没了。